# Мелиссано
Мелиссано (итал. Melissano) — коммуна в Италии, располагается в регионе Апулия, в провинции Лечче.
Население составляет 7495 человек (2008 г.), плотность населения составляет 621 чел./км². Занимает площадь 12 км². Почтовый индекс — 73040. Телефонный код — 0833.
Покровителем населённого пункта считается святой Антоний Падуанский.

## Демография
Динамика населения:

## Администрация коммуны
- Официальный сайт: https://web.archive.org/web/20090201061030/http://www.comunemelissano.le.it/